# Øvre Eidfjord
Øvre Eidfjord es una localidad del municipio de Eidfjord en la provincia de Hordaland, Noruega. Se ubica en la costa sur del lago Eidfjordvatnet, a unos 7 km al sur de Eidfjord. El pueblo está en la orilla del río Bjoreio, cerca del valle Måbødalen. Cuenta con cerca de 200 habitantes.
La ruta nacional noruega 7 atraviesa a Øvre Eidfjord, al valle Måbødalen y a la cascada Vøringfossen para luego seguir hacia el oriente por la meseta Hardangervidda. El museo Hardangervidda Natursenter, perteneciente al parque nacional Hardangervidda, tiene su sede en Øvre Eidfjord.
La única escuela primaria cerró en 2005, por lo que los estudiantes fueron reasignados a Eidfjord.